# Connect6

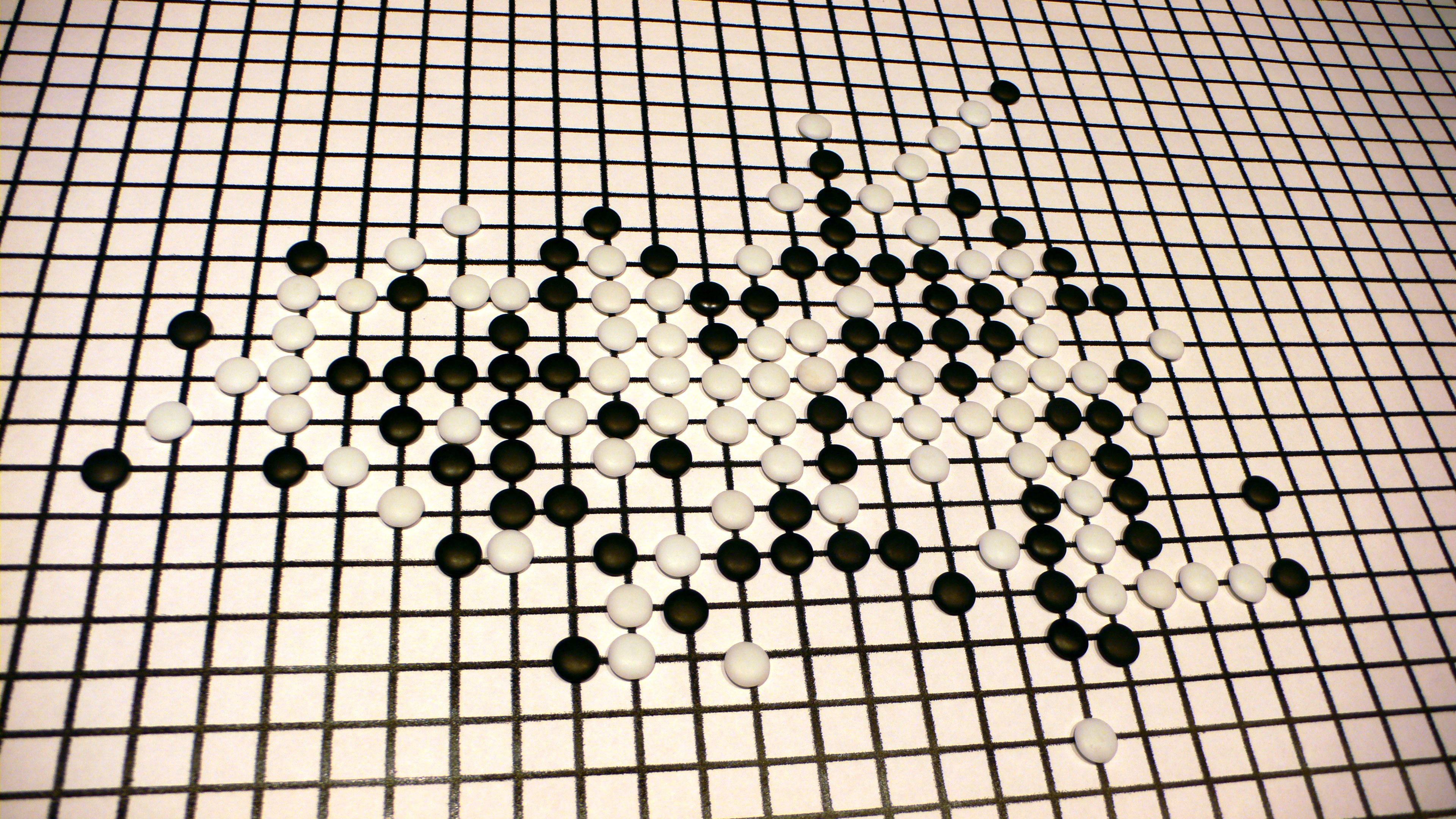
Connect6 gespielt auf einem großen Brett

Connect6 ist ein modernes abstraktes strategisches Brettspiel für zwei Personen.
Connect6 wurde 2005 von Prof. I-Chen Wu vorgestellt. Es ähnelt dem Go-Moku, aber die Spieler setzen zwei Steine je Zug, und zum Gewinnen muss man eine Reihe von sechs Steinen bilden.

## Regeln
- das Spiel wird meist auf einem Brett von 19×19 Punkten gespielt (Go-Brett), aber andere Brettgrößen sind ebenso möglich
- das Brett ist zu Beginn leer, und die Parteien (Weiß und Schwarz) setzen abwechselnd. Schwarz beginnt und setzt einen schwarzen Stein auf einen der Punkte, danach setzen die Parteien je zwei Steine ihrer Farbe auf noch unbesetzte Punkte
- eine Partei gewinnt, sobald sie eine lückenlose waagerechte, senkrechte oder diagonale Reihe von sechs oder mehr ihrer Steine gebildet hat
- wenn das Brett voll ist, ohne dass eine Partei eine solche Reihe bilden konnte, endet das Spiel unentschieden